# Trogoblemma lilacina
Trogoblemma lilacina là một loài bướm đêm trong họ Noctuidae.